# Фердинанд II (император Священной Римской империи)
Фердинанд II (нем. Ferdinand II; 9 июля 1578 — 15 февраля 1637) — король Чехии: 6 июня 1617 — 19 августа 1619 года (1-й раз) (коронация 29 июня 1618 года), с 13 ноября 1620 года (2-й раз), король Венгрии с 18 мая 1618 года (коронация 1 июля 1618 года). Римский король с 28 августа 1618 года, император Священной Римской империи с 20 марта 1619 года, из династии Габсбургов. Внук Фердинанда I, сын эрцгерцога Штирии Карла II и Марии Баварской.

## Молодость
Фердинанд рано потерял отца и воспитывался у дяди, баварского герцога Вильгельма. С 1590 года он обучался в Ингольштадтском университете, где преподавали иезуиты. Здесь будущему императору были внушены самые строгие правила веры и самые возвышенные понятия о его грядущем предназначении. С ранних лет и до самой смерти Фердинанд позиционировал себя воином католической веры, предназначенным от Бога восстановить её каноническое учение. В 1595 году он вернулся в Грац, в следующем году был объявлен совершеннолетним и вступил во владение своим Среднеавстрийским герцогством (в состав которого входили Штирия, Каринтия и Крайна).

## Приход к власти
Так как старшие двоюродные братья Фердинанда, Рудольф II и Матвей, не имели сыновей, его с начала XVII века стали рассматривать как их потенциального наследника. С каждым годом он имел все больше влияния на имперские дела. В 1617 году Фердинанд был избран королём Чехии, а в следующем году вступил на венгерский престол. Вслед за тем начались сложные переговоры с имперскими князьями об избрании Фердинанда императором. В этот момент, в мае 1618 году, вспыхнуло национальное восстание в Праге, послужившее прологом к разрушительной Тридцатилетней войне. Узнав о пражских событиях, Фердинанд стал действовать решительно и твердо. Он приказал арестовать главного советника императора Матвея кардинала Клезеля, который предлагал пойти на уступки чехам. После этого старый и слабый Матвей уже ничем не мешал Фердинанду и послушно подписывал все его указы.

## Политика рекатолизации
Едва приняв власть, молодой император начал процесс насильственной рекатолизации, направленный на преследование протестантов и возрождение гегемонии римско-католической церкви. Всем, кто не желал менять вероисповедание, Фердинанд предписал покинуть страну. Подобно своему дяде Филиппу II Испанскому, Фердинанд любил повторять слова: «Лучше пустыня, нежели страна, населенная еретиками». Через несколько лет в австрийских владениях, где прежде половина населения состояла из лютеран и кальвинистов, не осталось ни одной протестантской церкви.

## Тридцатилетняя война
Между тем, восстание в Чехии было поддержано протестантами в самой Австрии. Чехи под предводительством графа Турна двинулись на Вену и в июне 1619 года завладели её предместьями. В то же время австрийские мятежники захватили императорский дворец и потребовали у Фердинанда провозгласить религиозную свободу. Один из отважных вождей оппозиции Тонрадель ухватился даже за пуговицу императорской куртки и несколько раз толкнул Фердинанда. В город как раз вступил кавалерийский отряд, и мятежники были напуганы громким звуком труб.
В августе 1619 года, после смерти Матвея, Фердинанд был избран императором. Он вступил на престол при самых затруднительных обстоятельствах. Начавшаяся Тридцатилетняя война, шедшая с переменным успехом, так и не закончилась при его жизни. Он умер через два года после Пражского мира, передав империю своему сыну Фердинанду III.

## Личные характеристики
По характеру Фердинанд был приятный светский человек: добрый к приближенным и милостивый к слугам, он легко сходился с людьми, был щедр, страстно любил музыку и горячо увлекался охотой. Вместе с тем это был государь деятельный и деловой, никогда не пренебрегавший своими обязанностями. Но главной чертой его натуры была фанатичная приверженность католической церкви, которой он готов был служить и словом, и мечом. Иезуиты имели на него огромное влияние. Двое из них всегда находились в его прихожей и имели право входить к нему во всякое время, даже ночью, для совета и назидания.

## Семья
Жены:
- с 23 апреля 1600 года — Мария Анна (1574—1616), дочь герцога Баварского Вильгельма V. Дети:
  - Фердинанд III (1608—1657), император Священной Римской империи,
  - Мария Анна (1610—1665), замужем за курфюрстом Баварии Максимилианом I,
  - Цецилия Рената (1611—1644), замужем за королём Польши Владиславом IV,
  - Леопольд Вильгельм (1614—1662).
- с 4 февраля 1622 года — Элеонора Гонзага (1598—1655), дочь герцога Мантуи Винченцо I и Элеоноры Медичи. Детей не было.